# Брестовица (Русенская область)
Брестовица (болг. Брестовица) — село в Болгарии. Находится в Русенской области, входит в общину Борово. Население составляет 276 человек.

## Политическая ситуация
В местном кметстве Брестовица, в состав которого входит Брестовица, должность кмета (старосты) исполняет Светла Петкова Георгиева (Граждане за европейское развитие Болгарии (ГЕРБ)) по результатам выборов.
Кмет (мэр) общины Борово — Иван Георгиев Попов (партия Граждане за европейское развитие Болгарии (ГЕРБ)) по результатам выборов.